# Cerodontha rohdendorfi
Cerodontha rohdendorfi är en tvåvingeart som beskrevs av Nowakowski 1967. Cerodontha rohdendorfi ingår i släktet Cerodontha, och familjen minerarflugor. Arten har ej påträffats i Sverige.